# ʿAbd al-ʿAzīz ibn al-Walīd
ʿAbd al-ʿAzīz ibn al-Walīd (en arabe : عبد العزيز بن الوليد ; mort en 728/729) est un membre de la dynastie omeyyade et commandant militaire lors des guerres face à l'Empire byzantin.
Il est le fils du calife Al-Walīd Ier (r. 705–715). Il conduit sa première campagne contre les Byzantins en Asie mineure en 709, où il capture une forteresse, bien que c'est son oncle, Maslamah ibn Abd al-Malik, qui mène l'année suivante le raid principal. Il conduit en 710 la principale attaque omeyyade, bien que toujours sous le commandement de Maslamah et mène un assaut contre une forteresse de frontière à Gazelon en 713.
En 714/715, son père, le calife, tente de renverser l'ordre de succession originel, qui fait de son frère Sulaymān son successeur, en faveur d'Abd al-Aziz, mais ne parvient pas à imposer sa volonté. Quand Sulayman meurt à son tour en 717, Abd al-Aziz tente de prétendre au trône, mais lorsqu'il apprend qu'ʿUmar II a été choisi comme calife, il se présente lui-même devant lui et prête allégeance. Abd al-Aziz meurt en 728/729 (110 A. H.).